# Codonoblepharon obtusifolium
Codonoblepharon obtusifolium là một loài rêu trong họ Orthotrichaceae. Loài này được (Hook.) A. Jaeger mô tả khoa học đầu tiên năm 1874.